# جاكوار أكس جي أس
جاكوار أكس جي أس (بالإنجليزية: Jaguar XJS)‏ هي سيارة من تصنيع شركة سيارات جاكوار.